# 加除式書籍
加除式書籍（かじょしきしょせき）とは、中身の差替え（加除）が可能な書籍のことである。主に法令集や判例集で用いられる形態である。

## 概要
1904年（明治37年）に帝國地方行政學會（現：株式会社ぎょうせい）が考案し、最初の加除式の法律書である、法規全書が発行された。同時期に日本最初の加除式便覧である後の日本加除出版による、帝国行政区画便覧が発行されている。
一般に、まず「台本」を発行し、更新部分を随時「追録」という形で補正・更新していく形を取られる。利用者は台本の変更があった古いページを除去し、追録の新しいページを加えることで、単行本とは異なり常に最新の状態とすることができる。

## 丁数
加除式書籍では性質上ページ数の増減がある場合も存在し、そのときは独特の丁数（ページ番号）が用いられる。
ノ丁（のちょう）
ページ数が増える場合に用いられ、123と124の表裏1枚を抜いて2枚加える必要が生じた場合は「123、124、124の1、124の2」あるいは「123、124、124の2、124の3」となる。
欠丁（けっちょう）
ページ数が減る場合に用いられ、123〜150を抜いて1枚だけ加える場合は「123、124（〜150）」となる。